# Veda de pesca
La veda de pesca se refiere a un periodo en el que se restringe temporal o espacialmente la pesca de ciertas especies animales marinas o terrestres con el fin de permitir que ocurra su ciclo de reproducción y subsistencia. Los periodos de veda de pesca pueden variar con la especie a proteger, la temporalidad de prohibición y las regiones donde se establece

## Vedas de pesca por país

### México
Se establece por la Norma Oficial Mexicana NOM-009-PESC-1993 y el organismo regulador es la Comisión Nacional de Acuacultura y Pesca de la Secretaría de Agricultura y Desarrollo Rural.